# Florian Wanner
Florian Wanner (Wolfratshausen, 2 de febrero de 1978) es un deportista alemán que compitió en judo. Ganó una medalla de oro en el Campeonato Mundial de Judo de 2003 y una medalla de bronce en el Campeonato Europeo de Judo de 2003.

## Palmarés internacional
| Campeonato Mundial | Campeonato Mundial    | Campeonato Mundial | Campeonato Mundial |
| Año                | Lugar                 | Medalla            | Categoría          |
| ------------------ | --------------------- | ------------------ | ------------------ |
| 2003               | Osaka (Japón)         | Medalla de oro     | –81 kg             |
| Campeonato Europeo |                       |                    |                    |
| Año                | Lugar                 | Medalla            | Categoría          |
| 2003               | Düsseldorf (Alemania) | Medalla de bronce  | –81 kg             |